# Осинский, Самуил
Самуил Осинский (пол. Samuel Osiński, бел. Самуэль Асінскі, ум. 1649) — военный и государственный деятель Великого княжества Литовского, подчаший ошмянский (1635—1643), оберштер (полковник) королевской гвардии (с 1640 года), тиун биржанский (1642—1643), обозный великий литовский (1645—1649), администратор Брестской экономии (с 1641 года).

## Биография
Происходил из шляхетского рода Осинских герба Радван. Сын королевского дворянина и ошмянского казначея Павла Осинского.
В 1632 году Самуил Осинский был избран послом от Виленского воеводства на элекционный сейм, где поддержал избрание Владислава IV на польский престол. В 1633 году начал службу в королевской гвардии и участвовал в Смоленской войне с Русским государством (1632—1634). В 1635 году капитан гвардии Самуил Осинский получил должность подчашего ошмянского. В 1636 году получил чин майора пехотного полка королевской гвардии, в 1640 году стал оберштером гвардии.
В феврале 1641 года Самуил Осинский был назначен администратором Брестской королевской экономии, но взамен должен был содержать отряд в 500 человек пешей гвардии и ежегодно выплачивать 5 тысяч злотых королю. В марте того же года стал тиуном биржанским.
В 1643 году Самуил Осинский сопровождал польского короля Владислава IV Вазу во время его поездки в Литву. Во время пребывания короля в Вильно произошли массовые беспорядки среди горожан, который Осинский силой подавил. 20 апреля 1645 года Самуил Осинский получил должность обозного великого литовского. Весной 1646 года участвовал в подготовке польского короля к войне против Турции. Под давлением магнатов король вынужден был отказаться от планов войны с турками. Самуил Осинский вместе с двумя другими оберштерами попросил разрешения оставить службу, но Владислав IV отказался уволить Осинского. Он остался в звании оберштера пехотного полка королевской гвардии.
В 1645 году С. Осинский участвовал в передаче России пограничного города Трубчевска с волостью. Литовский Трибунал приговорил Самуила Осинского и мстиславского воеводу Николая Абрамовича к штрафу в размере 600 тысяч злотых и смертной казни, но король взял их под свою защиту.
После смерти польского короля Владислава IV Вазы, когда началось мощное казацко-крестьянское восстание на Украине, обозный великий литовский Самуил Осинский с королевской гвардией принял участие в военных действиях против повстанцев. Вначале Осинский с гвардией двинулся под Луцк, на помощь коронным гетманам Николаю Потоцкому и Мартыну Калиновскому. После получения информации о разгроме польской армии в битве под Корсунем (26 мая) С. Осинский двинулся в район Глинян, чтобы соединиться с посполитым рушением под предводительством князя Владислава Доминика Заславского-Острожского. Осинский прибыл в Глиняны, откуда был отправлен на Старый Константинов, к которому приближали казацкие полки под руководством Максима Кривоноса. Самуил Осинский соединился с надворным войском Иеремии-Михаила Вишневецкого и 26-28 июля отличился в битве с казаками под Старым Константиновым.
После поражения польской армии от восставших казаков в битве под Корсунем конвокационный сейм назначил региментариями (главнокомандующими) шляхетского ополчения трёх магнатов: князя Владислава Доминика Заславского, Николая Остророга и Александра Конецпольского. 9 сентября Самуил Осинский с королевской гвардией присоединился с собирающемуся посполитому рушению.
23-25 сентября 1648 года обозный великий литовский С. Осинский принял участие в битве с казаками под Пилявцами. В ночь с 22 на 23 сентября после бегства большей части польской армии генерал коронной артиллерии Криштоф Арцишевский и Самуил Осинский смогли собрать в обозе под своим командованием небольшой отряд (около 800 чел.) и удерживал занимаемые позиции. Несмотря на храбрость Осинского, польско-шляхетская армия потерпала полное поражение. Самуил Осинский с небольшим отрядом бежал во Львов.
2 октября Иеремия-Михаил Вишневецкий отправил Самуила Осинского из Львова на элекционный сейм в Варшаву. На сейме С. Осинский выступил с докладом о ходе боевых действий. Польский примас Мацей Лубенский предложил 9 октября собрать пехоту и драгун из магнатских команд и передать их под командованием Самуила Осинского, отправив его под Львов. Однако сейм, опасавшийся наступления украинских казаков на Варшаву, постановил оставить С. Осинского с имевшими военными силами для защиты столицы. В качестве посла от Виленского воеводства Самуил Осинский в октябре-ноябре 1648 года на элекционном сейме признал избрание Яна II Казимира Вазы на польский престол. В ноябре он завершил формирование новых пехотных подразделений, но не участвовал в дальнейших военных действиях.
В начале 1649 года обозный великий литовский Самуил Осинский скончался. Был женат, о его жене известно только то, что после смерти мужа она вторично вышла замуж за подкомория гродненского Александра Буховецкого.